# Piotr Banasik
Piotr Banasik (ur. 8 lutego 1982 roku w Katowicach) – polski pianista.

## Życiorys
Syn pianisty i kompozytora Michała Banasika.
W 2001 r. ukończył z wyróżnieniem Państwowe Liceum Muzyczne im. Karola Szymanowskiego w Katowicach w klasie fortepianu Roberta Marata, a w roku 2006 uzyskał dyplom z wyróżnieniem katowickiej Akademii Muzycznej w klasie prof. Andrzeja Jasińskiego. Swoje umiejętności doskonalił także na kursach mistrzowskich pod kierunkiem takich pianistów jak Vera Gornostaeva, Arie Vardi, Alexei Orlovetski, Đặng Thái Sơn, Alexis Weissenberg oraz Krystian Zimerman.
Zdobywał nagrody i wyróżnienia na konkursach i festiwalach krajowych i zagranicznych. Jest medalistą 48. Międzynarodowego Konkursu im. Marii Canals w Barcelonie (2002). W tym samym roku otrzymał I nagrodę na Festiwalu Młodych Muzyków w Gdańsku a także został laureatem 36. Festiwalu Pianistyki Polskiej w Słupsku.
W lutym 2003 r. otrzymał I nagrodę na Ogólnopolskim Konkursie Pianistycznym na Stypendia Artystyczne im. Fryderyka Chopina w Warszawie. W październiku 2003 r. zdobył Grand Prix na Międzynarodowym Konkursie Pianistycznym PARNASSOS w Monterrey w Meksyku.
W lutym 2005 roku zdobył II nagrodę na Ogólnopolskim Konkursie Pianistycznym im. F. Chopina w Warszawie dla Kandydatów do XV Międzynarodowego Konkursu Pianistycznego im. Fryderyka Chopina, na którym, w październiku 2005, otrzymał szereg nagród pozaregulaminowych m.in. dla najlepszego uczestnika II etapu nie zakwalifikowanego do finału.
Jest laureatem nagrody Marszałka Województwa Śląskiego dla Młodych Twórców oraz wielokrotnym stypendystą Ministra Kultury i Sztuki.
Piotr Banasik występuje z recitalami i koncertami symfonicznymi w Niemczech, Czechach, Francji, Kanadzie, Meksyku, Szwajcarii, Zjednoczonych Emiratach Arabskich, na Ukrainie, Słowacji we Włoszech jak również w polskich salach filharmonicznych i koncertowych.
Jako solista współpracował m.in. z Orkiestrą Kameralną Polskiego Radia „Amadeus”, Sinfoniettą Cracovią, Forchheimer Kammerorchester, Orkiestrą Symfoniczną Guanajuato (Meksyk), Orchestre National des Pays de La Loire (Francja) oraz Młodzieżową Orkiestrą Symfoniczną im. Karola Szymanowskiego, z którą dokonał nagrania III Koncertu fortepianowego c-moll Ludwiga van Beethovena, dyrygując od klawiatury. W roku 2003 ten sam koncert nagrał wraz z Polską Orkiestrą Radiową dla Polskiego Radia.
Piotr Banasik występował na międzynarodowych festiwalach m.in. na 22. Septembre Musical de l'Orne we Francji (2004), 60. Międzynarodowym Festiwalu Chopinowskim w Dusznikach (2005), 24. Międzynarodowym Festiwalu "Chopin w barwach jesieni" (2005), Festiwalu Pianistycznym Alexisa Weissenberga w Szwajcarii (2007) oraz na 8. Muzycznym Festiwalu Al-Ain w Emiratach Arabskich (2008), gdzie wraz z Orkiestrą Kameralną Filharmonii Narodowej wykonywał Koncert fortepianowy Es-dur KV 482 W.A. Mozarta.